# زاحفة منجلية
الزاحفة المنجلية (الاسم العلمي:†Drepanosaurus) هي جنس منقرض من الزواحف تتبع فصيلة الزاحفات المنجلية من أصنوفة أشباه الزاحفات المنجلية.